# Doris Schröderová-Köpfová
Doris Schröderová-Köpfová (* 5. srpna 1963 v Neuburgu an der Donau) je německá novinářka a čtvrtá žena bývalého německého kancléře Gerharda Schrödera. Magazíny pro které pracovala byly například Bild a Focus. Před německými volbami v roce 2005 si získala pozornost prohlášeními, že manželova oponentka Angela Merkelová nebyla úspěšná v rodinné politice, protože sama nemá žádné děti.